# Graceland
Graceland és la mansió on Elvis Presley va viure des de l'edat de 22 anys, fins a la seva mort i on ara jeu sepultat. Està situada a Memphis, Tennessee, Estats Units. S'ha convertit en un dels majors reclams turístics de la ciutat, sent la segona casa més visitada del país (després de la Casa Blanca), a més d'un museu de la seva vida i un temple per als seus fans. Elvis va comprar la casa al març de 1957 com regal als seus pares, convertint-la en la seva residència habitual. La mansió va ser adquirida al Dr. Thomas i Ruth Moore, que li havien donat el nom de Graceland en honor de la seva filla Grace.